# Kisasszonyok (film, 2019)
A Kisasszonyok (Little Women) egy 2019-es romantikus filmdráma Greta Gerwig rendezésében. A film alapjául Louisa May Alcott azonos című műve szolgált. A főszerepben Saoirse Ronan, Emma Watson, Florence Pugh, Laura Dern és Timothée Chalamet. A filmet két Golden Globe-díjra jelölték: Ronan játékáért és az Alexandre Desplat szerezte filmzenéért.
A produkció Magyarországon 2020 januárjában került a mozikba.

## Cselekmény
Jo March tanárként dolgozik New Yorkban. Megélhetését írásaival próbálja kibővíteni, amit Mr. Dashwood szerkesztőnek ad el, hogy publikálják az újságban. Húga, Amy March, Párizsban van az idős March nénivel, hogy festést tanuljon. A lány összefut gyerekkori barátjával, Laurie-val, és meginvitálja egy partira. Laurie azonban órákat késik, majd részegen állít be, Amy pedig nagyon mérges lesz rá. Jót megbántja Friedrich Bhaer professzor, aki elolvassa Jo írásait és keményen kritizálja azokat. Miután a lány levelet kap otthonról, hogy kishúga, Beth állapota rosszabbodott, összepakol és hazamegy.
A történet visszaugrik hét évvel korábbra, amikor a March nővérek még Massachusettsben éltek együtt. A legidősebb testvér, Meg első báljára készül, és magával viszi Jót is, aki ott megismerkedik Laurie-val, az idős szomszédjuk unokájával. Mikor Meg lába megsérül, Laurie felajánlja, hogy hazaviszi őket a saját lovaskocsiján. Karácsony reggelén a March nővérek édesanyja, Marmee, meggyőzi lányait, hogy ajándékozzák oda a reggelijüket a szegény Hummel gyermekeknek. Mikor visszatérnek a házba, az asztalon bőséges reggeli fogadja őket, amit Laurie nagyapja, Mr. Laurence küldött nekik. 
Jo felolvasást vállal March néninek, aki megígéri neki, hogy elviszi magával Európába. Amyt megbünteti a tanára, amikor firkát készít róla az iskolában, családja Laurie-ék házában találja meg. Jo, Laurie, Laurie tanára, John és Meg színházba mennek, féltékennyé téve Amyt, akit nem visznek magukkal. Amy elégeti Jo írásait, Jo pedig nem áll vele szóba azután. Másnap Amy bocsánatot akar kérni Jótól, amikor elmegy Laurie-val korcsolyázni. Amy alatt azonban beszakad a jég, és Jo kimenti a vízből. Laurie nagyapja meghívja Beth-t, hogy zongorázzon a házában, mert a saját lányára emlékezteti. 
A jelenbe visszatérve Laurie felkeresi Amyt, hogy bocsánatot kérjen a viselkedése miatt a partin. Megpróbálja lebeszélni a lányt, hogy férjhez menjen egy másik emberhez, és helyette őt válassza. Amy nem fogadja el a lánykérést, mert még mindig másodiknak érzi magát Jo mögött, később mégis elutasítja a másik jelöltet is. Laurie addigra azonban elutazott Londonba.
A múltba visszaugorva a lányok édesanyja megtudja, hogy az apjuk megbetegedett a háborúban és elutazik, hogy mellette legyen. Beth maga megy el meglátogatni a Hummel gyerekeket, és elkapja a skarlátot. A család házvezetőnője elküldi Amyt March nénihez, mert még nem esett át rajta egyszer sem. Beth azonban nem lesz jobban, és a lányoknak haza kell hívniuk az édesanyjukat. Beth karácsonyra meggyógyul, és az édesapjuk is hazatér, így a család újra együtt van. 
Laurie tanára, John megkéri Meg kezét, és az esküvőjük napján Jo rá akarja venni Meget, hogy meneküljenek el. Meg azonban boldog a döntésével, és marad. March néni bejelenti, hogy Amyvel utazik Európába. Az esküvő után Laurie bevallja az érzelmeit Jónak, de Jo nem tudja őt többet látni egy kedves barátnál.
A jelenben a gyengélkedő Beth nem engedi, hogy Amyt hazahívják Párizsból miatta. Beth bizalma nem törik meg Jóban, és buzdítja, hogy írjon tovább, írjon egy történetet neki róluk. Állapota nem javul, és hamarosan meghal. Jo magányosnak érzi magát, és kételkedni kezd, hogy nem hamarkodta-e el, amikor visszautasította Laurie-t hét évvel ezelőtt, és ír neki egy levelet. Amy hazafelé tart, amikor Laurie is visszatér. A lány elmondja neki, hogy visszautasította a kérőjét, Laurie pedig elveszi feleségül. Amikor hazatérnek, Jónak szembesülnie kell vele, hogy elkésett. Megsemmisíti a levelét, és megegyezik Laurie-val, hogy barátok maradnak. Lázas írásba fog, és elküldi New York-i szerkesztőjének az első fejezeteket a Kisasszonyok című könyvéből.
Váratlanul Bhaer professzor tűnik fel a March házban, és Kaliforniába készül. A szerkesztőnek nem tetszik Jo könyve, a lányai azonban megtalálják a kéziratot, és tudni akarják a történet végét. A szerkesztő kiadja a könyvet azzal a feltétellel, ha a főszereplője - vagyis Jo - megházasodik a professzorral. Jo elfogadja a történet végét, de a szerzői jogokat megtartja. Az elhunyt March néni Jóra hagyja házát, aki iskolát nyit benne, ahol testvéreivel és Bhaer professzorral tanítanak.

## Szereplők
| Szerep                           | Színész           | Magyar hang    |
| -------------------------------- | ----------------- | -------------- |
| Jo March                         | Saoirse Ronan     | Gáspár Kata    |
| Meg March                        | Emma Watson       | Szabó Luca     |
| Amy March                        | Florence Pugh     | Kardos Eszter  |
| Beth March                       | Eliza Scanlen     | Mentes Júlia   |
| Laurie Laurence                  | Timothée Chalamet | Miller Dávid   |
| Marmee March, a lányok édesanyja | Laura Dern        | Götz Anna      |
| March néni                       | Meryl Streep      | Ráckevei Anna  |
| Mr. March                        | Bob Odenkirk      | Rosta Sándor   |
| Mr. Laurence                     | Chris Cooper      | Kertész Péter  |
| John Brooke                      | James Norton      | Szabó Máté     |
| Mr. Dashwood                     | Tracy Letts       | Kautzky Armand |
| Annie                            | Abby Quinn        | Csuha Borbála  |

## Fontosabb díjak és jelölések
| Díj              | Kategória                                                 | Eredmény |
| ---------------- | --------------------------------------------------------- | -------- |
| BAFTA-díj        | BAFTA-díj a legjobb női főszereplőnek (Saoirse Ronan)     | Jelölve  |
| BAFTA-díj        | BAFTA-díj a legjobb női mellékszereplőnek (Florence Pugh) | Jelölve  |
| BAFTA-díj        | Legjobb adaptált forgatókönyv                             | Jelölve  |
| BAFTA-díj        | Legjobb filmzene                                          | Jelölve  |
| BAFTA-díj        | Legjobb jelmez                                            | Elnyerte |
| Golden Globe-díj | Legjobb női főszereplő (Saoirse Ronan)                    | Jelölve  |
| Golden Globe-díj | Legjobb eredeti filmzene                                  | Jelölve  |
| Oscar-díj        | Legjobb film                                              | Jelölve  |
| Oscar-díj        | Legjobb női főszereplő (Saoirse Ronan)                    | Jelölve  |
| Oscar-díj        | Legjobb női mellékszereplő (Florence Pugh)                | Jelölve  |
| Oscar-díj        | Legjobb adaptált forgatókönyv                             | Jelölve  |
| Oscar-díj        | Legjobb eredeti filmzene                                  | Jelölve  |
| Oscar-díj        | Legjobb jelmez                                            | Elnyerte |